# David Nicolle
Pour les articles homonymes, voir Nicolle.
David Nicolle est un historien britannique né le 4 avril 1944.
Spécialiste de l'histoire militaire du Moyen Âge, en particulier pour ce qui concerne le Moyen-Orient ; il a travaillé pour BBC Arabic et donné des conférences sur l'art et l'architecture islamiques à l'université de Yarmouk, en Jordanie. Il vit actuellement au Royaume-Uni.

## Liste sélective d’ouvrages
- 1990 : Attila and the Nomad Hordes: Warfare on the Eurasian Steppes 4th-12th Centuries
- 1991 : French Medieval Armies 1000-1300
- 1992 : Arthur and the Anglo-Saxon Wars: Anglo-Celtic Warfare, A.D. 410-1066
- 1993 : Armies of the Muslim Conquest
- 1993 : Hattin 1187: Saladin's Greatest Victory
- 1994 : The Ottoman Army 1914-1918
- 1995 : Medieval Warfare Source Book: Warfare in Western Christendom
- 1996 : Medieval Warfare Source Book: Christian Europe and its Neighbours
- 1997 : The History of Medieval Life
- 1998 : Crusader Warfare: Muslims, Mongols and the Struggle Against the Crusades
- 1999 : Arms and Armour of the Crusading Era, 1050-1350: Western Europe and the Crusader States
- 2000 : Crecy, 1346: Triumph of the Black Prince
- 2000 : French Armies of the Hundred Years War
- 2001 : Knight Hopspitaller
- 2002 : Warriors and Their Weapons Around the Time of the Crusades: Relationships Between Byzantium, the West and the Islamic World
- 2004 : Poitiers 1356: The Capture of a King
- 2005 : Crusader Castles in the Holy Land 1192-1302
- 2005 : Crecy 1346: Triumph of the Longbow
- 2007 : Crusader Castles in Cyprus, Greece and the Aegean 1191-1571
- 2007 : Fighting for the Faith: Crusade and Jihad 1000-1500 AD
- 2011 : Saladin: Leadership, Strategy, Conflict